# Katángrokonúak
A katángrokonúak  (Cichorieae, esetenként Lactuceae) az őszirózsafélék (Asteraceae) családjába tartozó katángformák (Cichorioideae) egyik legismertebb nemzetségcsoportja mintegy száz nemzetséggel (amelyek többségét 12 al-nemzetségcsoportba sorolják), 1600 fajjal.

## Elterjedése
A legtöbb faj Észak-Amerika mérsékelt éghajlatú területein honos.

## Megjelenése, felépítése
Füvek, félcserjék vagy cserjék. A fajok többségének szára tejnedvet enged. Leveleik váltakozva (a Stephanomeriinae al-nemzetségcsoportba tartozó „Shinnersoseris” nemzetségben átellenesen) állnak; a szélük rendszerint fogazott.

## Életmódja
A fajok közt egynyáriak, kétnyáriak és évelők is akadnak.

## Rendszertani felosztása
A 12 alnemzetségcsoport (a taxonok hierarchiája némileg bizonytalan):
- Chondrillinae alnemzetségcsoport 3 nemzetséggel:
  - Chondrilla
  - Phitosia
  - Willemetia
- Cichoriinae alnemzetségcsoport 6 nemzetséggel:
  - Arnoseris
  - katáng (Cichorium)
  - Erythroseris
  - Phalacoseris
  - Rothmaleria
  - krisztusszem (Tolpis)
- Crepidinae alnemzetségcsoport mintegy 25 nemzetséggel:
  - Acanthocephalus
  - Askellia
  - Crepidiastrum
  - Crepidifolium
  - Crepis
  - Dubyaea
  - Faberia
  - Garhadiolus
  - Heteracia
  - Heteroderis
  - Hololeion
  - Ixeridium
  - Ixeris (? — bizonytalan)
  - Lagoseriopsis
  - bojtorjánsaláta (Lapsana) (? — bizonytalan)
  - Lapsanastrum
  - Nabalus
  - Rhagadiolus
  - Sonchella
  - Soroseris
  - Spiroseris
  - Syncalathium
  - Taraxacum (? — bizonytalan)
  - Tibetoseris
  - Youngia (? — bizonytalan)
- Hieraciinae alnemzetségcsoport mintegy 21 nemzetséggel:
  - Aetheorhiza
  - Agoseris
  - Andryala
  - Cicerbita
  - Dendroseris
  - Hieracium
  - Ixeris (? — bizonytalan)
  - bojtorjánsaláta (Lapsana) (? — bizonytalan)
  - Malacothrix
  - Mycelis
  - Pilosella
  - Pleiacanthus
  - Prenanthes
  - Reichardia
  - Scolymus
  - Scorzonera
  - Stephanomeria
  - Taraxacum (? — bizonytalan)
  - bakszakáll (Tragopogon)
  - Urospermum
  - Youngia (? — bizonytalan)
- Hyoseridinae alnemzetségcsoport mintegy fél tucat nemzetséggel:
  - Aposeris
  - Dendroseris
  - Hyoseris
  - Launaea
  - Reichardia
  - Thamnoseris
- Hypochaeridinae alnemzetségcsoport 4 nemzetséggel:
  - Leontodon
  - Picris
  - Rhagadiolus
  - Scorzoneroides
- Lactucinae alnemzetségcsoport 5 nemzetséggel:
  - Chaetoseris
  - Lactuca – saláta
  - Notoseris
  - Paraprenanthes
  - Stenoseris
- Malacothricinae alnemzetségcsoport 3 nemzetséggel:
  - Anisocoma
  - Atrichoseris
  - Calycoseris
  - Glyptopleura
  - Malacothrix
  - Pinaropappus
- Microseridinae alnemzetségcsoport mintegy 22 nemzetséggel:
  - Agoseris
  - Anisocoma
  - Atrichoseris
  - Calycoseris
  - Chaetadelpha
  - Glyptopleura
  - Krigia
  - Lygodesmia
  - Malacothrix
  - Marshalljohnstonia
  - Microseris
  - Munzothamnus
  - Nothocalais
  - Picrosia
  - Pinaropappus
  - Pleiacanthus
  - Prenanthella
  - Pyrrhopappus
  - Rafinesquia
  - Shinnersoseris
  - Stephanomeria
  - Uropappus
- Scolyminae alnemzetségcsoport 5 nemzetséggel:
  - Catananche
  - Gundelia
  - Hymenonema
  - Rothmaleria
  - Scolymus
- Scorzonerinae alnemzetségcsoport mintegy tucatnyi nemzetséggel:
  - Avellara
  - Epilasia
  - Geropogon
  - Koelpinia
  - Lasiospora
  - Podospermum
  - Pterachaenia
  - Scorzonera
  - Takhtajaniantha
  - Tourneuxia
  - Tragopogon
- Sonchinae alnemzetségcsoport:
  - Sonchus
- Stephanomeriinae alnemzetségcsoport mintegy 8 nemzetséggel:
  - Chaetadelpha
  - Lygodesmia
  - Marshalljohnstonia
  - Munzothamnus
  - Pleiacanthus
  - Rafinesquia
  - Shinnersoseris
  - Stephanomeria
- Warioniinae alnemzetségcsoport egyetlen nemzetséggel:
  - Warionia

Besorolatlan nemzetségek:
- - Atrichoseris
  - Chaetadelpha
  - Dubyaea
  - Krigia
  - Launaea
  - Pyrrhopappus
  - Soroseris
  - Steptorhamphus